# Ecsédi András
Ecsédi András (Jászladány, 1949. február 18. –) magyar ejtőernyős sportoló, oktató. Beceneve „Etyek”.

## Életpálya
Az ejtőernyőzéssel 1964-ben ismerkedett meg Budapesten az Ipari Tanulók Repülő Klubjában. Első oktatója Ábrahám József beceneve " Tokesz" volt. A sikeres alapfokú képzés után első ugrását 1965. április 24-én hajtotta végre D-1 típusú ejtőernyővel Gödöllőn. Az ugrató parancsnok Stanek Erzsébet válogatott ejtőernyős és oktató volt. 1967-től a válogatott utánpótlás "B" keretének tagja. 1968-1970 között Szolnokon ejtőernyős sorkatonai szolgálata alatt Hüse Károly volt az oktatója, később sport és csapattársa. 1973-tól tagja az ejtőernyős nemzeti válogatottnak, illetve hivatásos állományú katonaként az újonnan beinduló néphadsereg ejtőernyős válogatottjának. 1975 május 17-én a csepeli stadionban teljesítette a 2000. ejtőernyős ugrását UT-15 típusú ejtőernyővel. Az 5000. ejtőernyős ugrását 1980 szeptember 23-án a Veszprémi stadionba ugrotta MI-8 típusú helikopterből RL-10 típusú ejtőernyővel. A 9000. ejtőernyős ugrását 2017 május 27-én a Moldáviai Avdarma repülőterén hajtotta végre AN-2-es típusú repülőből Para Foil 2000-es típusú ejtőernyővel a Kelet Európai kupasorozat alkalmával. Több hazai és nemzetközi versenyen szerzett különféle dobogós helyezéseket. 1983-tól ejtőernyős segédedzői vizsgát tett, a következő évben kézilabdaedzői minősítést szerzett, mivel ejtőernyőzésben edzői képzés nem volt. 1983-tól Gajdán Miklós mellett edzősködött illetve különféle nemzetközi versenyeken verseny bíráskodott. Jelenlegi ejtőernyős ugrásainak száma: 9085. Több éven keresztül vezette a Szolnoki Repülőtiszti Főiskola Honvéd SE. ejtőernyős szakosztályát. Ernyőjének alapszíne fehér piros-fehér-zöld nemzeti színű betéttel .Legtöbb ejtőernyős ugrás 1981. évben 725 ugrás. Legalacsonyabbról végrehajtott ejtőernyős ugrás 2008.06.24-én a Belgiumi Schaffen katonai bázisán 300 méterről ballonból. Kiemelkedő ejtőernyős pályafutását a Magyar Ejtőernyős Szövetség 2020-ban Életmű Díjjal ismerte el. 

## Sportegyesületei
- Ipari Tanulók Repülő Klubja (ITRK) "Budapest"
- Gyulai György SE "Szolnok"
- Csepel Repülő és Ejtőernyős klub "Budapest"
- Asbóth Oszkár Honvéd SE "Veszprém"
- Kilián György Repülő Főiskola SE "Szolnok"
- Szolnoki Honvéd Ejtőernyős Sportegysület

## Sporteredmények
1995. október 14-én 10 fős rekordot állítottak fel hőlégballonból, amellyel bekerültek a Guinness Rekordok könyvébe.

### Világbajnokság
- A XII. Ejtőernyős Világbajnokság rendezési jogát Magyarország kapta, a megrendezésre 1974. július 25. és augusztus 12. között került sor Szolnokon a Kilián György repülőtéren. A férfi mezőnyben 31 csapat nevezett, míg a nők mezőnyében 13 csapat képviseltette magát. A magyar férfi válogatottat: Kovács József, Ecsédi András, Varga József, Mészárovics György, Nagy Endre képviselte. Edző: Samu Ferenc volt.
  - az 1000 méteres csoportos célba ugrásban a férfiak versenyében  Magyarország csapata  Ausztria, Kelet Németország "DDR" és az USA. után  IV. helyen végzett 31 csapatból  / Kovács József, Ecsédi András, Mészárovics György, Varga József / összeállítású csapattal,

### Nemzetközi versenyek, Magyar bajnokság
- 1969 -ben az Országos Négy tusa / úszás-futás-lövészet-ejtőernyős célba ugrás / egyéniben az I. helyen végzett.
- Csapatban Janovics Ferenc, Preising Konrád, Szabó Ferenc, Ecsédi András összeállítású versenyzőkkel I. helyen végeztünk. Ekkor a Gyulai György SE színeiben indultunk, mint katona sportolók.
- 1971-ben szintén az Országos Négy tusa versenyen egyéniben újra országos bajnok lett. Azonban ekkor már a Csepel Művek Repülő és Ejtőernyős klubot képviselte.
- Csapatban Pintér József, Janovics Ferenc, Mészárovics György, Ecsédi András összeállítású csapattal végeztünk az I. helyen.
- 1977 -ben Kubában megrendezett Hadsereg Spartakiádon a II. helyen végeztünk csapat célbaugrásban.
- 2008. júniusban a Belgiumi Schaffenben megrendezett U.E.P. ejtőernyős versenyen hagyományos gyakorló ernyővel, hőlégballonból végzett ugrószámban első helyezést ért el.